# Dziedzickia funerea
Dziedzickia funerea är en tvåvingeart som beskrevs av Freeman 1951. Dziedzickia funerea ingår i släktet Dziedzickia och familjen svampmyggor. Inga underarter finns listade i Catalogue of Life.